# Loli Tormenta
Loli Tormenta és una pel·lícula de comèdia espanyola del 2023 dirigida pel mallorquí Agustí Villaronga, que és la darrera pel·lícula abans de la seva mort. És protagonitzada per la valenciana Susi Sánchez. Estrenada pòstumament com a cant del cigne a Villaronga, també va ser el seu primer llargmetratge de comèdia. Es va rodar en castellà, s'ha doblat subtitulat al català.

## Sinopsi
Ambientada als afores de Barcelona, la trama segueix la difícil situació de la Lola, que pateix un empitjorament d'Alzheimer i està a càrrec dels seus dos nets, Edgar i Robert. Tots dos, poc disposats a anar a una casa d'acollida, decideixen tenir cura de la seva àvia, ocultant la seva malaltia.

## Repartiment
- Susi Sánchez com a Lola[7]
- Joel Gálvez[7]
- Mor Ngom[7]
- Maria Anglada Sellarés[7]
- Celso Bugallo[7]
- Fernando Esteso[7]

## Producció
El guió va ser escrit per Mario Torrecillas i Agustí Villaronga a partir d'una història original de Torrecillas. La pel·lícula va ser produïda per Irusoin, Vilaüt Films i 3.000 obstáculos AIE, i va comptar amb la participació de RTVE, TV3, Movistar Plus+ i el finançament de l'ICAA i l'ICEC. Va ser rodat a Barcelona l'any 2022. Villaronga va suspendre la quimioteràpia del seu càncer en curs per rodar la pel·lícula.

## Estrena
Els drets de distribució de Loli Tormenta a Espanya els gestionen Caramel Films i Youplanet Pictures. La pel·lícula es va estrenar a les sales d'Espanya el 31 de març de 2023. Villaronga va morir el gener de 2023, abans de l'estrena.